# Regierungskrise
Als Regierungskrise wird eine politische Lage bezeichnet, die die ordnungsgemäße Regierung eines Landes gefährdet. Davon nicht immer klar unterschieden wird der Begriff der Staatskrise, der zum Ausdruck bringt, dass die verfassungsmäßige Ordnung eines Landes gefährdet ist, weil ein Verfassungsorgan seine Aufgaben nicht mehr erfüllt oder erfüllen kann.
Eine solche kritische Situation kann verschiedene Ursachen haben, etwa:
- schwerwiegende innenpolitische Probleme
- Verlust der Regierungsmehrheit im Parlament
- instabile Wirtschaftslage
- soziale Unruhen
- Erhebungen oder Aufstände
- Putsche oder Putschversuche

In stabilen Demokratien sind ernste Regierungskrisen relativ selten und werden dort im Allgemeinen durch Regierungsumbildungen oder Verhandlungen zur Bildung neuer Koalitionen gelöst.
In Europa waren häufige Ursachen von Regierungskrisen Verluste der Regierungsmehrheit im Parlament, etwa durch den Zerfall einer regierungstragenden Partei in verschiedene Flügel oder den Partei- bzw. Fraktionsaustritt mehrerer Abgeordneter. Italien trat – vor allem in der zweiten Hälfte des 20. Jahrhunderts – als europäisches Land mit den meisten Regierungswechseln hervor, die jedoch nicht immer als politische Krisen verstanden wurden. Während dieser Zeit betrug die durchschnittliche Amtsdauer einer italienischen Regierung selten mehr als ein Jahr, während sie in anderen europäischen Staaten im Durchschnitt zwei- bis dreimal höher lag.
Wenn eine Regierungskrise weder durch die Entlassung von politisch angeschlagenen oder missliebigen Ministern, noch durch Verhandlungen zur Bildung einer neuen Regierung abzuwenden ist, kann die Bildung einer Minderheitsregierung ein Ausweg sein. Bei dieser Regierungsform haben die in der Regierung vertretenen Parteien keine Mehrheit im Parlament und müssen eine solche von Fall zu Fall unter den im Parlament vertretenen Parteien suchen, um erfolgreich amtieren zu können. Gelingt die Beendigung einer Regierungskrise nicht, so können die wahlberechtigten Bürger in einer vorgezogenen Neuwahl andere Mehrheiten für die Bildung einer neuen Regierung liefern.

## Situation in Deutschland
Bei einer Machtprobe innerhalb der Regierung gibt es in der Bundesrepublik Deutschland geordnete Verfahren für einen Regierungswechsel mit einem konstruktiven Misstrauensvotum (Art. 67 GG), der Vertrauensfrage zur Disziplinierung der Regierung nach Art. 68 GG mit oder ohne Neuwahlen, oder einer Regierungsumbildung aufgrund der Richtlinienkompetenz des Bundeskanzlers und dem Recht auf Basis des Grundgesetzes dem Bundespräsidenten die Entlassung eines Kabinettmitglieds zu empfehlen, wenn eine Zusammenarbeit zerrüttet ist. In der Amtszeit der Kanzler Willy Brandt, Helmut Schmidt, Helmut Kohl und Gerhard Schröder gab es solche Regierungskrisen.
Nach der Bundestagswahl 2017 setzte sich der deutsche Landwirtschaftsminister Christian Schmidt (CSU) vom nur noch geschäftsführenden Kabinett Merkel III, angeblich ohne Abstimmung mit der Bundeskanzlerin, bei seiner Zustimmung zur Zulassung von Glyphosat in der EU über die Geschäftsordnung der Bundesregierung hinweg, denn die Umweltministerin Barbara Hendricks (SPD) hatte einer weiteren Zulassung nicht zugestimmt. Gemäß üblichem Vorgehen hätte sich die Bundesrepublik auf EU-Ebene also enthalten müssen, da die beiden in die Entscheidung involvierten Minister unterschiedlicher Auffassung waren. Schmidts Alleingang in der Glyphosat-Entscheidung galt laut der FAZ als der „politische Affront des Jahres 2017“.
In der vierten Amtszeit von Kanzlerin Angela Merkel (CDU) kam es nach wiederholten krisenhaften Diskursen zu einem Streit in der Regierung mit Innenminister Horst Seehofer von der CSU mit getrennten Fraktionssitzungen und heftigen verbalen Attacken im schwarz-schwarzen-Schwesternstreit der Unionsparteien im Umgang mit Migration und Asylsuchenden . In Jahren mit Landtagswahlen wie im Herbst 2018 in Bayern und in Hessen war jedoch auf den ersten Blick nicht zu erkennen, ob ein tiefgreifender politischer Konflikt zu einer wirklichen Regierungskrise führte oder nur für die mediale Aufmerksamkeit inszeniert und ein Streit vom Zaun gebrochen wurde. Der Politikwissenschaftler und Journalist Christoph Seils sprach hierzu von einer Inszenierung ohne akuten Handlungsbedarf in der Sache (zurückgehende Flüchtlingszahlen), der Oppositionspolitiker Christian Lindner (FDP) von einer provozierten Regierungskrise mit Ultimaten und Drohungen, die nichts bewegen, und einem Waffenstillstand ohne Lösungen; er stimmte zu, dass röhrende Löwen nicht beißen.
Im November 2024 kam es durch das Auseinanderbrechen der Ampelkoalition zu einer Regierungskrise.